# 4019-es busz
A 4019-es jelzésű autóbuszvonal Mezőkövesd, Szentistván, Mezőkeresztes és Miskolc között húzódik, amelyet a MÁV Személyszállítási Zrt. üzemeltet.

## Útvonala
Az autóbuszvonal Borsod-Abaúj-Zemplén vármegye egyik járásközpontját, Mezőkövesdet és a megyeszékhelyet, Miskolcot köti össze. Vonalvezetése nem a legrövidebb – ellentétben a Miskolc és Mezőkövesd között húzódó távolsági (1050, 1375, 1376, 1377, 1380, 1381) és regionális (3746, 3749) buszvonalakkal, valamint a vasúti forgalommal (Budapest–Sátoraljaújhely-vasútvonal) –, hiszen a 4019-es vonal járatai Szentistván és Mezőkeresztes érintésével közlekednek.
Útját Mezőkövesden, a vasútállomás melletti autóbusz-állomáson kezdi. A járat a nagyrészét a 3-as főúton tölti, ez alól a Mezőkövesd és Mezőkeresztes közötti szakasz esik ki, ahol a 3303-as és 3304-es mellékutakon halad. A 63 kilométer alatt érinti Szentistvánt, Mezőkeresztest, Mezőnyárádot, Bükkábrányt, Vattát, Emődöt, Nyékládházát és Mályit, így éri el Miskolcot, aminek déli, görömbölyi részéből érkeznek a miskolci autóbusz-állomásra (Búza tér) Hejőcsabán és a Csabai kapun keresztül.
Mezőkövesd és Szentistván között a 4017-es, Mezőkeresztesen belül a 4030-as, Mezőkeresztes és Miskolc között a 3749-es autóbuszvonalakkal közlekedik egy útvonalon.
A Miskolc felé közlekedő járat kitérést tesz Emődnek északi, Bükkaranyos felé eső szegletébe, a Mezőkövesd felé közlekedő járat pedig a miskolci Déli Ipari Parkba.

## Közlekedése
Indításai munkanapokon történnek, egy járatpár közlekedik Miskolc és Mezőkövesd között ezen az útvonalon.
| Viszonylat                                 | Indításszám | Közlekedési rend |
| ------------------------------------------ | ----------- | ---------------- |
| Mezőkövesd, aut. áll. – Miskolc, aut. áll. | 1 pár       | munkanapokon     |

### Járművek
A 4019-es vonalon kizárólag szóló autóbuszok közlekednek, melyek a mezőkövesdi járműtelepről származnak. Leggyakoribb résztvevők a Credo Econell 12 és a Mercedes-Benz Intouro autóbuszok, melyek egyaránt alkalmasak az ilyen viszonylatok teljesítésére.

## Megállóhelyei
| 0                                    | Mezőkövesd, autóbusz-állomás végállomás | 0.0 km  | 1, 2B, 3 1344, 1375, 1377, 1426, 1427, 1447, 1448, 1468 3406, 3416, 3418, 3419, 3749, 4001, 4006, 4007, 4008, 4010, 4011, 4014, 4015, 4017, 4023, 4026, 4030, 4157 expresszvonat, IC, nemzetközi IC, InterRégió, sebesvonat, személyvonat – Mezőkövesd (80) |
| 1                                    | Mezőkövesd, Széchenyi utca              | 0.8 km  | 1, 2B, 3 1344 3406, 3416, 3418, 3419, 3749, 4001, 4006, 4007, 4008, 4009, 4010, 4011, 4014, 4015, 4016, 4017, 4023, 4026, 4030, 4157 |
| 2                                    | Mezőkövesd, SZTK rendelőintézet         | 1.4 km  | 1, 2B, 3 1344, 1375, 1377, 1426, 1427, 1447, 1448, 1468 3406, 3416, 3418, 3419, 3749, 4001, 4006, 4007, 4008, 4009, 4010, 4011, 4013, 4014, 4015, 4016, 4017, 4023, 4026, 4030, 4157 |
| 3                                    | Mezőkövesd, Mátyás király út            | 1.7 km  | 1, 2, 2B, 3 1050, 1375, 1376, 1377, 1380, 1381 3416, 3746, 3749, 4001, 4006, 4007, 4008, 4009, 4013, 4017, 4018, 4021, 4022, 4023, 4026, 4030 |
| 4                                    | Mezőkövesd, Szent László tér            | 2.0 km  | 1, 2, 2B, 3 1050, 1377, 1380, 1381 3416, 3746, 3749, 4001, 4006, 4007, 4008, 4009, 4013, 4017, 4018, 4021, 4022, 4023, 4026, 4030 |
| 5                                    | Mezőkövesd, gimnázium                   | 2.5 km  | 1, 2, 2B, 3 1050, 1375, 1376, 1377, 1380, 1381 3416, 3746, 3749, 4001, 4006, 4007, 4008, 4009, 4013, 4017, 4018, 4021, 4022, 4023, 4026, 4030 |
| 6                                    | Mezőkövesd, Dózsa György út 36.         | 3.1 km  | 3 4017, 4018 |
| 7                                    | Mezőkövesd felső vasúti megállóhely     | 3.9 km  | 3 4017, 4018 sebesvonat, személyvonat – Mezőkövesd felső (80) |
| 8                                    | Szentistván úti laktanya                | 7.2 km  | 4017, 4018 |
| 9                                    | Szentistván, Széchenyi utca 67.         | 9.4 km  | 4017, 4018 |
| 10                                   | Szentistván, autóbusz-váróterem         | 10.1 km | 4017, 4018 |
| 11                                   | Szentistván, piactér                    | 10.7 km | 4017, 4018 |
| 12                                   | Mezőkeresztes, óvoda                    | 17.1 km | 3747, 4028, 4030 |
| 13                                   | Mezőkeresztes, Katona utca              | 17.7 km | 3747, 4028, 4030 |
| 14                                   | Mezőkeresztes, templom                  | 18.6 km | 3747, 4008, 4009, 4021, 4026, 4028, 4030 |
| 15                                   | Mezőkeresztes, autóbusz-váróterem       | 19.1 km | 3747, 4008, 4009, 4021, 4026, 4028, 4030 |
| 16                                   | Mezőkeresztes, malom                    | 19.8 km | 3747, 4008, 4009, 4021, 4026, 4028, 4030 |
| 17                                   | Mezőkeresztes, lakótelep                | 20.9 km | 3747, 4008, 4009, 4021, 4026, 4028, 4030 |
| 18                                   | Mezőnyárád, temető                      | 22.3 km | 1050, 1377, 1380, 1381 3746, 3747, 3749, 4006, 4007, 4008, 4009, 4021, 4022, 4026, 4030 |
| 19                                   | Mezőnyárád, kultúrház                   | 22.9 km | 1377, 1381 3746, 3747, 3749, 4006, 4007, 4022, 4026 |
| 20                                   | Mezőnyárád, posta                       | 23.8 km | 1050, 1377, 1380, 1381 3746, 3747, 3749, 4006, 4007, 4022, 4026 |
| 21                                   | Mezőnyárád, felső                       | 24.3 km | 1377, 1381 3746, 3747, 3749, 4006, 4007, 4022, 4026 |
| 22                                   | Bükkábrány, Vörösmarty utca             | 25.8 km | 1377, 1381 3746, 3747, 3749, 4006, 4007, 4022 |
| 23                                   | Bükkábrány, bolt                        | 26.6 km | 1050, 1375, 1376, 1377, 1380, 1381 3746, 3747, 3748, 3749, 4006, 4007, 4022 |
| 24                                   | Vatta, híd                              | 32.5 km | 1050, 1375, 1376, 1377, 1380, 1381 3747, 3748, 3749, 3750 |
| 25                                   | Vatta, Kossuth utca 30.                 | 33.2 km | 1050, 1375, 1376, 1377, 1380, 1381 3747, 3748, 3749, 3750 |
| 26                                   | Emőd, Bagolyvár Csárda                  | 37.8 km | 1050, 1375, 1376, 1377, 1380, 1381 3747, 3748, 3749, 3750 |
| Munkanapokon 1 járat által érintett. |                                         |         | |
| ∫                                    | Emőd, orvosi rendelő                    | ∫       | 1377 3748, 3749, 3750 |
| ∫                                    | Emőd, autóbusz-váróterem                | ∫       | 1377 3748, 3749, 3750 |
| ∫                                    | Emőd, autóbusz-forduló                  | ∫       | 1377 3748, 3749, 3750 |
| ∫                                    | Emőd, autóbusz-váróterem                | ∫       | 1377 3748, 3749, 3750 |
| ∫                                    | Emőd, orvosi rendelő                    | ∫       | 1377 3748, 3749, 3750 |
| 27                                   | Emőd, ABC áruház                        | 39.0 km | 1050, 1375, 1376, 1377, 1380, 1381 3747, 3748, 3749, 3750 |
| 28                                   | Emőd, Adorjántanya bejárati út          | 41.3 km | 1377, 1381 3747, 3748, 3749, 3750 |
| 29                                   | Nyékládháza, Pótkerék Csárda            | 43.9 km | 1377, 1381 3747, 3748, 3749, 3750 |
| 30                                   | Nyékládháza, Szemere utca 53.           | 45.7 km | 1050, 1369, 1370, 1372, 1375, 1376, 1377, 1380, 1381, 1410 3745, 3747, 3748, 3749, 3750 |
| 31                                   | Mályi, lakótelep                        | 48.0 km | 1377, 1381 3739, 3741, 3742, 3743, 3744, 3745, 3747, 3748, 3749, 3750 |
| 32                                   | Mályi, bolt                             | 48.7 km | 1050, 1369, 1370, 1372, 1375, 1376, 1377, 1380, 1381, 1410 3739, 3740, 3741, 3742, 3743, 3744, 3745, 3747, 3748, 3749, 3750 |
| 33                                   | Mályi, téglagyár                        | 49.5 km | 1370, 1377, 1381 3739, 3740, 3741, 3742, 3743, 3744, 3745, 3747, 3748, 3749, 3750 |
| 34                                   | Mályi, Agroker bejárati út              | 50.1 km | 1370, 1377, 1381 3739, 3740, 3741, 3742, 3743, 3744, 3745, 3747, 3748, 3749, 3750 |
| 35                                   | Miskolci Állami Gazdaság                | 51.0 km | 1377, 1381 3739, 3740, 3741, 3742, 3743, 3744, 3745, 3747, 3748, 3749, 3750 |
| Munkanapokon 1 járat által érintett. |                                         |         | |
| ∫                                    | Miskolc, Déli Ipari Park                | ∫       | 43, 44, 45, 53 1377, 1381 3743, 3749, 3751, 3752 |
| 36                                   | Miskolc, harsányi útelágazás            | 53.3 km | 4, 43, 44, 53 1050, 1369, 1372, 1375, 1376, 1377, 1381 3738, 3739, 3740, 3741, 3742, 3743, 3744, 3745, 3746, 3747, 3748, 3749, 3750, 3751, 3752 |
| ∫                                    | Miskolc (Görömböly), bejárati út (↑)    | ∫       | 4, 43, 44, 53 1377, 1381 3738, 3739, 3740, 3741, 3742, 3743, 3744, 3745, 3746, 3747, 3748, 3749, 3750, 3751, 3752 |
| 37                                   | Miskolc (Hejőcsaba), cementgyár         | 54.8 km | 4, 14, 43, 44, 45, 900, 914 1377, 1381 3738, 3739, 3740, 3741, 3742, 3743, 3744, 3745, 3746, 3747, 3748, 3749, 3750, 3751, 3752 |
| 38                                   | Miskolc (Hejőcsaba), gyógyszertár       | 55.5 km | 4, 14, 43, 44, 45, 900, 914 1377, 1381 3738, 3739, 3740, 3741, 3742, 3743, 3744, 3745, 3746, 3747, 3748, 3749, 3750, 3751, 3752 |
| 39                                   | Miskolctapolcai elágazás                | 56.6 km | 4, 14, 20, 20A, 24, 30, 32, 34, 36, 43, 44, 45, 900, 914, 935 1050, 1369, 1370, 1372, 1373, 1374, 1375, 1376, 1377, 1380, 1381, 1410, 1411 3738, 3739, 3740, 3741, 3742, 3743, 3744, 3745, 3746, 3747, 3748, 3749, 3750, 3751, 3752 |
| 40                                   | Miskolc, SZTK rendelő (↓)               | 57.5 km | 14, 20, 20A, 21, 30, 31, 34, 36, 43, 44, 900, 914, 935 1369, 1370, 1377 3738, 3739, 3740, 3741, 3742, 3743, 3744, 3745, 3746, 3747, 3748, 3749, 3750, 3751, 3752 |
| ∫                                    | Miskolc, Lévay József utca (↑)          | ∫       | 4, 30, 31, 32, 35G, 45 1369, 1370, 1377, 1381 3738, 3739, 3740, 3741, 3742, 3743, 3744, 3745, 3746, 3747, 3748, 3749, 3750, 3751, 3752 |
| 41                                   | Miskolc, Corvin utca (↓)                | 58.7 km | 20, 20A, 28, 34, 35, 43, 44, Auchan 1 1369, 1370, 1372, 1375, 1376, 1377, 1410 3738, 3739, 3740, 3741, 3742, 3743, 3744, 3745, 3746, 3747, 3748, 3749, 3750, 3751, 3752 |
| ∫                                    | Miskolc, Vörösmarty út (↑)              | ∫       | 3A, 14G, 21, 21G, 24, 32, 35, 45, 901, Auchan 1 1050, 1369, 1370, 1372, 1375, 1376, 1377, 1380, 1381 3738, 3739, 3740, 3741, 3742, 3743, 3744, 3745, 3746, 3747, 3748, 3749, 3750, 3751, 3752 |
| 42                                   | Miskolc, autóbusz-állomás végállomás    | 59.8 km | 1, 1G, 3, 3A, 4, 7, 11, 12G, 20, 20A, 24, 28, 32, 34G, 35, 43, 44, 45, 101B, 900, 914, 935 1050, 1053, 1369, 1370, 1372, 1373, 1374, 1375, 1376, 1377, 1380, 1381, 1383, 1384, 1410, 1411 3700, 3701, 3702, 3703, 3704, 3705, 3706, 3707, 3708, 3709, 3710, 3711, 3712, 3714, 3715, 3716, 3717, 3718, 3719, 3720, 3721, 3722, 3723, 3724, 3726, 3727, 3728, 3729, 3730, 3731, 3733, 3734, 3735, 3736, 3737, 3738, 3739, 3740, 3741, 3742, 3743, 3744, 3745, 3746, 3747, 3748, 3749, 3750, 3751, 3752, 3753, 3754, 3755, 3757, 3760, 3761, 3764, 3765, 3766, 3767, 3770, 3772, 3773, 3774, 3775, 3776, 3777 |